# Los Manantiales, Baja California
Los Manantiales är en ort i Mexiko.   Den ligger i kommunen Mexicali och delstaten Baja California, i den nordvästra delen av landet, 2 200 km nordväst om huvudstaden Mexico City. Los Manantiales ligger 11 meter över havet och antalet invånare är 116.
Terrängen runt Los Manantiales är mycket platt. Runt Los Manantiales är det ganska tätbefolkat, med 58 invånare per kvadratkilometer. Närmaste större samhälle är Mexicali, 17,1 km väster om Los Manantiales. Trakten runt Los Manantiales består till största delen av jordbruksmark.